# إدنا سولودار
إدنا سولودار (بالعبرية: עדנה סולודר‏) (من مواليد 15 مارس 1930) هي سياسية إسرائيلية سابقة، كانت عضواً في الكنيست الإسرائيلي عن حزب معراخ وحزب العمل بين عامي 1982 و1992.

## حياتها
وُلِدت سولودار في أشدود يعقوب في عهد الانتداب البريطاني على فلسطين، وانتقلت لاحقًا إلى كيبوتس غيشر. وتلقت تعليمها في مدرسة الكيبوتس الثانوية والتحقت بأكاديمية روبين للموسيقى في تل أبيب، ودرست العلوم الإنسانية والاجتماعية في إيفال.
عملت كمعلمة موسيقى في الكيبوتسات في بيسان ووادي الأردن.
ومن عام 1967 حتى عام 1971 ومرة أخرى من عام 1978 حتى عام 1980، كانت سكرتيرة كيبوتس غيشر، وشغلت أيضًا منصب سكرتيرة الشؤون الداخلية لحركة كيبوتس هاموحد بين عامي 1972 و 1982.
انضمت إلى قائمة حزب معراخ في انتخابات الكنيست عام 1981. وعلى الرغم من أنها فشلت في الفوز بمقعد، إلا أنها دخلت الكنيست في 16 يناير من العام التالي كبديل لموشيه حريف، وهو ناشط كيبوتس قُتل في حادث تصادم مروري. أعيد انتخابها عامي 1984 و1988، لكنها خسرت مقعدها في انتخابات عام 1992.
بين عامي 1992 و1998 عملت رئيسة لحركة الكيبوتسات الموحدة.